# Craspedolepta lineolata
Craspedolepta lineolata är en insektsart som beskrevs av Loginova 1962. Craspedolepta lineolata ingår i släktet Craspedolepta och familjen rundbladloppor. Inga underarter finns listade i Catalogue of Life.